# Lonchura leucosticta
Il passero maculato (Lonchura leucosticta d'Albertis & Salvadori, 1879) è un uccello passeriforme appartenente alla famiglia Estrildidae, diffuso in Nuova Guinea..

## Descrizione

### Aspetto
Si tratta di un uccello dall'aspetto più slanciato rispetto a quello degli altri "passeri" suoi congeneri, risultando simile piuttosto alla linea dei cappuccini, anch'essi suoi congeneri: come tutte le munie, presenta un forte becco tozzo e di forma conica.

La colorazione è di colore bruno su vertice, nuca, dorso, ali e coda, con tendenza a scurirsi su queste ultime fino a divenire bruno-nerastro: il petto ed il ventre sono di colore bruno-rossiccio, che diviene bruno scuro sul sottocoda, mentre il codione è beige. Sulla faccia è presente una mascherina bianca che dall'attaccatura del becco giunge all'occhio (dove forma un cerchio perioculare) ed alla gola, scomponendosi poi in una serie di macchie bianche che ricoprono il petto, la testa e la parte superiore del dorso ed alle quali questa specie deve il proprio nome comune ed il nome scientifico. Il becco è di colore grigio-bluastro, gli occhi sono di colore bruno scuro, le zampe sono carnicino-grigiastre.
A differenza di molte specie congeneri, nel passero maculato è presente un leggero dimorfismo sessuale nella livrea, che nella femmina si presenta più spenta e con minore estensione e brillantezza della colorazione bianca.

### Dimensioni
Misura al massimo 10,5 cm di lunghezza, coda compresa.

## Biologia
Si tratta di uccelli dalle abitudini diurne, che tendono a muoversi in coppie od in gruppi familiari passando la maggior parte del tempo al suolo o fra l'erba alta alla ricerca di cibo, dimostrandosi molto timidi e schivi.

### Alimentazione
Il passero maculato è un uccello essenzialmente granivoro, che si nutre di qualsiasi piccolo seme sia in grado di rompere col forte becco, mostrando predilezione per i semi di bambù; integra la propria dieta con altri alimenti di origine vegetale, come bacche, frutti e germogli, mentre difficilmente rivolge le sue attenzioni a cibi di origine animale.

### Riproduzione
Sebbene questi uccelli possando deporre durante tutto l'anno, il periodo privilegiato per la riproduzione è quello corrispondente alla fine della stagione delle piogge, dimodoché i nidiacei possano disporre di abbondanti quantità di cibo.
Entrambi i sessi collaborano alla costruzione del nido (una struttura globosa formata da fili d'erba e fibre vegetali intrecciate in una cavità naturale di un tronco d'albero) ed alla cova delle uova, che sono bianche e vengono deposte in numero di 4-7. La cova dura circa due settimane, al termine delle quali schiudono pulli ciechi ed implumi che vengono nutriti da ambedue i genitori fino all'involo, che avviene attorno alle tre settimane di vita, e spesso ancora per una-due settimane dopo di esso. La livrea adulta viene raggiunta dai giovani attorno ai sette mesi dalla schiusa.

## Distribuzione e habitat
Il passero maculato è endemico della Nuova Guinea, della quale occupa la porzionemeridionale e sud-orientale.
Il suo habitat naturale è costituito dalle aree di boscaglia con presenza di radure erbose o cespugliose più o meno estese: frequenta anche le foreste di bambù e la foresta rada con folto sottobosco, mentre raramente si spinge nelle aree coltivate o antropizzate.

## Tassonomia
In passato questo animale è stato classificato come sottospecie del passero triste, col nome di Lonchura tristissima leucosticta: le classificazioni più recenti, tuttavia, tendono a considerare questi uccelli come specie a sé stante, con due sottospecie:
- Lonchura leucosticta leucosticta, la sottospecie nominale, diffusa nella zona centrale e centro-meridionale della Nuova Guinea;
- Lonchura leucosticta moresbyae Restall, 1995, diffusa nella porzione orientale della Papua Nuova Guinea;

Il nome scientifico di questa specie (dal quale deriva anche il nome comune) deriva dall'unione delle parole greche λευκός (leykos, "bianco") e στικτη (stiktē, "punteggiato"), col significato di "maculata di bianco".